# Kiel
Kiel (AFI: /kiːl/) è una città della Germania nel Land dello Schleswig-Holstein, di cui è capoluogo e città più popolosa.

## Geografia fisica
Kiel è situata sul fiume Eider, nei pressi del Mar Baltico ed in particolare su una stretta baia (Kieler Förde) a cuneo (in basso sassone kiel) del più ampio golfo di Kiel. 
La grande città più vicina è Amburgo, a circa 90 km a sud-ovest, mentre Lubecca dista 80 km in direzione sud-est.

## Storia
Kiel fu fondata tra il 1233 e il 1242 dal conte Adolfo IV di Holstein della casata dei Schauenburg: la città era l'unico sbocco sul mare del territorio sassone, a nord vi era la Danimarca e ad est i territori slavi, ed era anche una delle città più a nord del Sacro Romano Impero. L'antico nome era Holstenstadt tom Kyle ("la città di Holsten sul fiordo"); nel tempo il nome venne abbreviato a tom Kyle e infine a Kiel. Nel 1242 divenne città libera, cui si applicava il cosiddetto diritto di Lubecca e nel 1283 entrò nella Lega Anseatica, dalla quale fu però esclusa nel 1518. Al 1665 risale la fondazione dell'università, la più settentrionale del Sacro Romano Impero.
Nel 1773 l'intero ducato di Holstein, di cui Kiel era la capitale, passò sotto il dominio danese e nel 1813 sotto quello svedese, per tornare alla Danimarca l'anno successivo. Nel 1815, insieme al ducato di Lauenburg, entrò nella Confederazione germanica pur continuando a trovarsi in unione personale con il regno danese, il cui monarca si fregiava del titolo di duca di Holstein.
Nel 1844 venne collegata via ferrovia con Amburgo e nel 1850 il più antico sommergibile della storia giunto fino a noi, il Brandtaucher, venne costruito in un cantiere della città dall'inventore Wilhelm Bauer allo scopo di effettuare incursioni contro le navi danesi che bloccavano il porto. In seguito alla seconda guerra dello Schleswig vi fu un periodo di amministrazione congiunta tra Prussia e Austria, terminato nel 1867 con l'integrazione della città nel regno di Prussia. Nel 1865 il re di Prussia ordinò lo spostamento dei quartieri generali della marina da Danzica a Kiel; la città crebbe rapidamente e furono costruiti cantieri navali e fabbriche di armi.

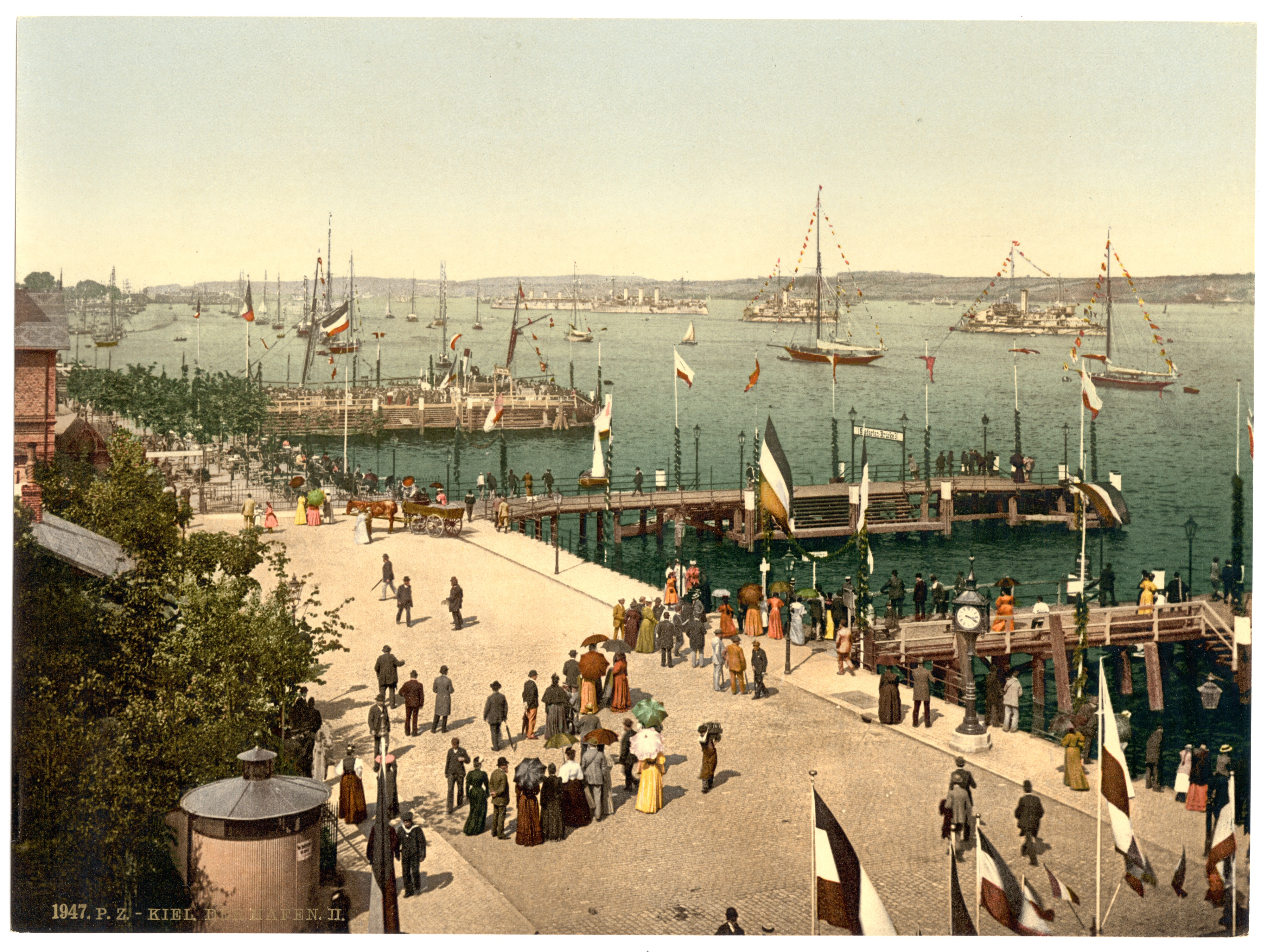
Il porto di Kiel tra il 1890 e il 1900

Nel 1895 aprì al traffico il canale di Kiel, che collega il Baltico con il Mare del Nord, in breve diventò il canale artificiale più trafficato del mondo e Kiel diventò il porto principale della flotta tedesca. Il 3 novembre 1918 a Kiel vi fu un'insurrezione di marinai, dalla quale prese avvio la ammutinamento di Kiel, che in pochi giorni coinvolse tutto il paese e portò l'imperatore Guglielmo II all'abdicazione e alla costituzione della Repubblica di Weimar.
Durante la seconda guerra mondiale Kiel subì pesanti danni, quasi l'80% della città fu raso al suolo. L'integrazione di moltissimi esuli dai territori dell'ex Prussia pose ulteriori problemi. Nel 1946 divenne sede del governo del Land e nel 1952 venne nominata capitale a tutti gli effetti. Nel dopoguerra la città fu ricostruita secondo criteri più moderni e tornò ben presto ad essere il centro culturale e socioeconomico più importante della regione, oltre a ospitare uno dei cantieri navali più grandi della Germania.

## Cultura
Nella città e nei suoi dintorni sono presenti diversi musei, la maggior parte dei quali dedicati al tema navale:

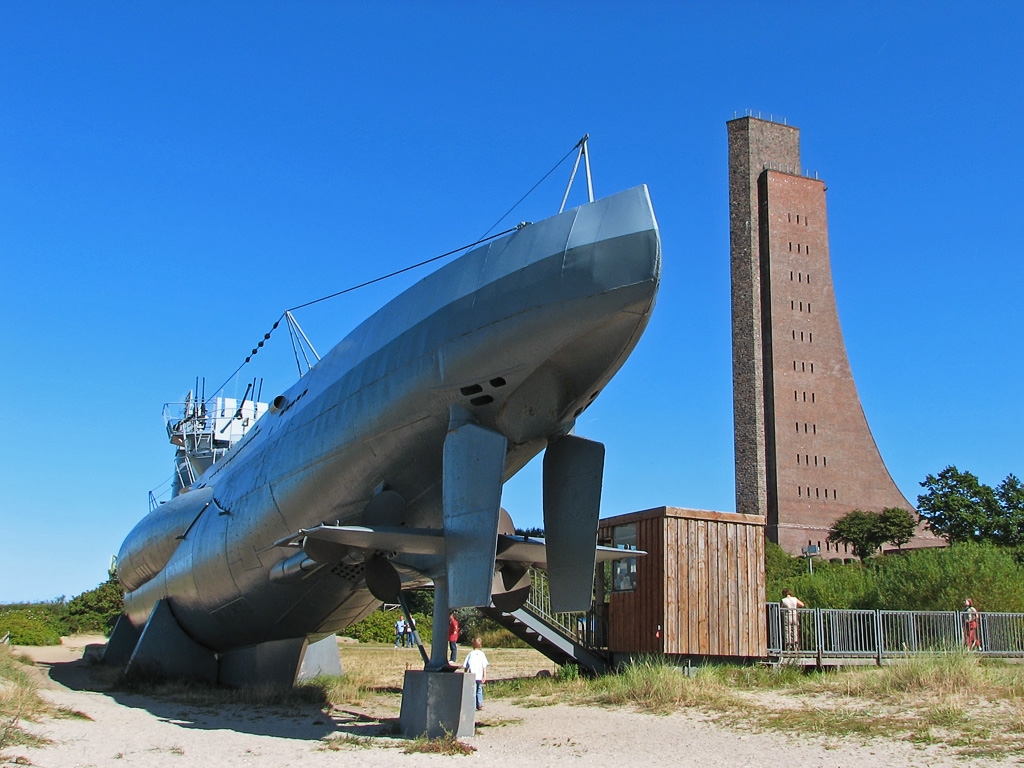
L'U-Boot 995 e, sullo sfondo, la Marine-Ehrenmal

- Il Museo Marittimo (Schifffahrtsmuseum) offre una retrospettiva della storia e delle attività marittime di Kiel; sito nella Fischhalle, l'antico mercato del pesce, vi si trovano alcune imbarcazioni storiche ed all'interno del museo strumenti di bordo, dipinti, polene, una ricca galleria fotografica che documenta l'apertura del canale di Kiel ed il Brandtaucher, il primo sommergibile costruito in Germania e varato nel 1850
- La Torre memoriale (Marine-Ehrenmal), alta 85 metri, si trova all'imboccatura della baia, ed era dedicata in origine ai caduti della Marina Imperiale Tedesca durante la prima guerra mondiale, ma dal maggio 1954 è divenuta un monumento augurale per tutti i marinai del mondo. L'area dove si trova la torre ha un'estensione di circa 6 ettari dove si trova anche un padiglione commemorativo sotterraneo, l'Historische Halle, al cui interno si possono ammirare modelli di navi, oggetti e strumenti che raccontano la storia della marina e della navigazione. Dal 1972 è stato acquisito l'U-Boot 995, un sommergibile di tipo VII utilizzato dalla Marina da guerra tedesca nella seconda guerra mondiale, perfettamente conservato
- Il Museo civico Warleberger Hof (Stadtmuseum Warleberger Hof), sito nella città vecchia e la sua sede è in un edificio nobiliare del XVII secolo; esso offre retrospettive della vita cittadina negli ultimi due secoli: la storia del Carnevale di Kiel, gli elementi della cultura ebraica che hanno influenzato la città, la Marina e l'artigianato
- Il Museo zoologico (Zoologisches Museum) ospita circa 200 000 specie di animali.

### Kunsthalle

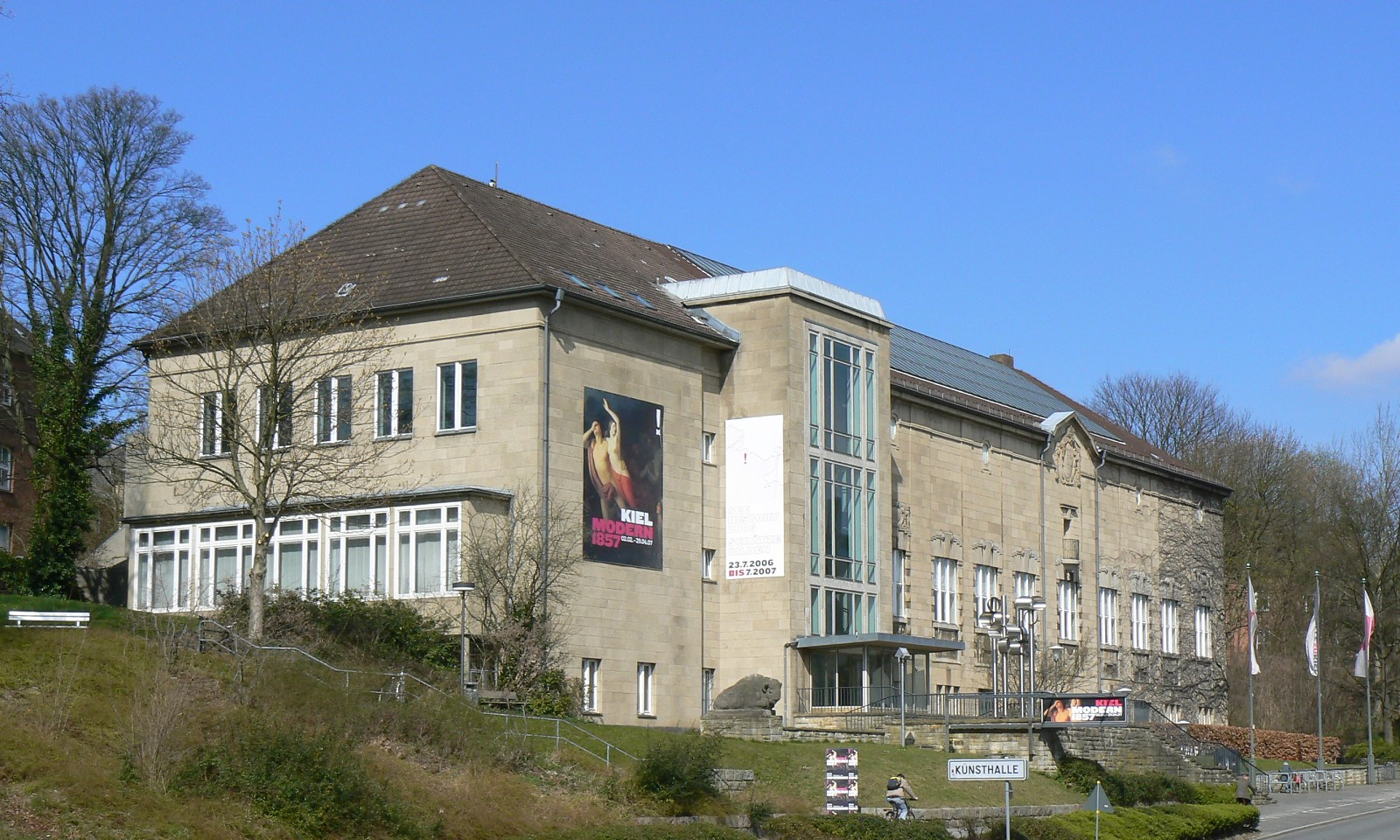
La Kunsthalle Kiel nel 2007

Il più grande museo della città è la Kunsthalle, un edificio di stile Art Nouveau costruita nel 1909 con una superficie d'esposizione di circa 2000 m².
La Kunsthalle ospita la collezione delle opere d'arte, quadri, scultura e fotografie con particolare riguardo all'arte del Ottocento e del primo Novecento.

## Economia

### Turismo
La città non registra un particolare sviluppo per quanto riguarda il turismo, al contrario della vicina città di Lubecca. In ogni caso offre una suggestiva passeggiata tra le vie della città e nel centro storico, alcuni musei e il parco comunale.
L'attività economica con la più elevata percentuale di occupati è il terziario (78%). Per quanto riguarda il settore industriale l'attività principale è la cantieristica navale. Molto importante è il porto e le attività ad esso correlate, in particolare il trasporto passeggeri su traghetti e navi da crociera. Per queste ultime Kiel è il più importante porto d'attracco tedesco.

## Infrastrutture e trasporti
Kiel è uno snodo fondamentale per le linee di traghetti da e verso Oslo (Norvegia), Göteborg (Svezia), Klaipėda (Lituania), Tallinn (Estonia), Turku (Finlandia) e Kaliningrad e San Pietroburgo in Russia. Nei pressi di Kiel si trova uno dei due sbocchi del Canale di Kiel. I due estremi della baia di Kiel (Kieler Förde) che divide la città sono collegati con un servizio di traghetti. La città è inoltre collegata via treno ad Amburgo e a Lubecca.

## Sport
La città è sede del Kieler Yacht-Club, erede dello storico Kaiserlicher Yacht-Club, il più prestigioso circolo velico tedesco. I due circoli organizzano dal 1882 la Kieler Woche, la più grande manifestazione velica del mondo per numero di partecipanti.
Per ben due volte, nel 1936 e nel 1972 Kiel è stata sede delle competizioni olimpiche di vela. Negli archivi del Land esiste un filmato girato da Leni Riefenstahl sulle gare del 1936.
La locale squadra di football americano, i Kiel Baltic Hurricanes, ha vinto una volta il German Bowl e due volte l'EFL Bowl.
Il THW Kiel è la più titolata squadra di pallamano maschile della Germania e una delle più blasonate d'Europa, avendo vinto 21 titoli tedeschi e 4 Champions League.
La principale squadra di calcio cittadina è l'Holstein Kiel, che nel 2024-2025 militerà per la prima volta in Bundesliga.

## Amministrazione

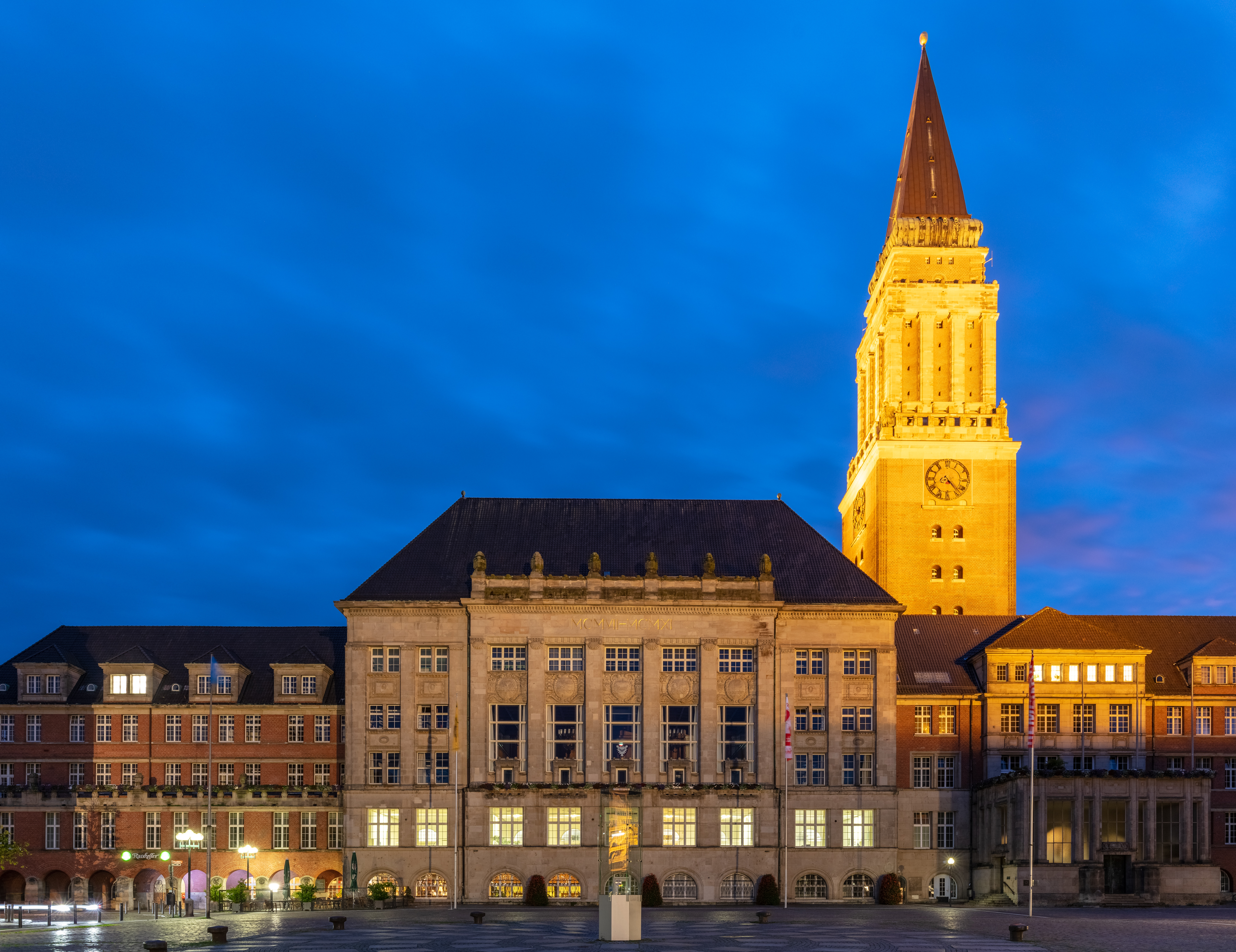
Municipio

### Gemellaggi
- Brest, dal 1964
- Coventry, dal 1967
- Vaasa, dal 1967
- Gdynia, dal 1985
- Tallinn, dal 1986
- Stralsund, dal 1987
- Kaliningrad, dal 1992
- Sovetsk, dal 1992